# Four Seasons Residences Austin
Le Four Seasons Residences Austin est un gratte-ciel résidentiel de 120 mètres de hauteur construit à Austin au Texas de 2007 à 2010. Il comprend 320 logements répartis sur 32 étages. 
L'immeuble a été conçu par Michael Graves ('design architect') et par l'agence Boka Powell Architects